# Classe préparatoire lettres et sciences sociales
La classe préparatoire aux grandes écoles « lettres et sciences sociales », dite khâgne B/L ou khâgne scientifique, est une classe préparatoire littéraire avec un enseignement dans les disciplines littéraires (philosophie, histoire, géographie, français, langues), en sciences sociales et en mathématiques.
Créée en 1983 au sein des lycées Henri-IV et Lakanal, avec l'ouverture du concours B/L de l'École normale supérieure de la rue d'Ulm, cette nouvelle filière visait à attirer les bons élèves de terminale scientifique vers les études littéraires ainsi qu'à ouvrir l'école aux sciences sociales.
Au sens strict, la khâgne B/L est la seconde année de CPGE, la première année étant appelée hypokhâgne B/L.
L'appellation B/L rappelle le nom de la série B du baccalauréat général (remplacée par la filière ES en 1995, caractérisée par un tronc commun avec des sciences économiques et sociales) et l’initiale de « littéraire ».
Au sein des classes préparatoires littéraires, la filière B/L se différencie de la filière A/L.

## Enseignements
L’emploi du temps en B/L dépend du lycée dans lequel l'enseignement est suivi, puisque chacun choisit l'emploi du temps qui lui semble le plus approprié à une préparation optimale des élèves. Le nombre de khôlles par an varie également d'une CPGE à l'autre. L'emploi du temps est cependant en général partagé presque à parts égales entre les différentes disciplines au programme.
| Enseignement                                            | Horaire hebdomadaire de l’élève                 | Nombre de khôlles                                                           | Nature des épreuves écrites aux ENS |
| ------------------------------------------------------- | ----------------------------------------------- | --------------------------------------------------------------------------- | --- |
| Mathématiques                                           | 6h                                              | 10 min par semaine (en général 45 min par quinzaine par groupe de 3 élèves) | Exercices de mathématiques (4 h) |
| Sciences économiques et sociales                        | 6 h                                             | 10 min par semaine (en général 30 min toutes les trois semaines)            | Dissertation sur document - économie et sociologie (6 h) (Ulm, Lyon, Paris-Saclay) ; Dissertation sur sujet sec - Économie ou sociologie, au choix (5 h) (Paris-Saclay) |
| Lettres                                                 | 4 h                                             | 30 min par trimestre                                                        | Dissertation (6 h) [Ulm, Lyon] |
| Philosophie                                             | 4 h                                             | 30 min par trimestre                                                        | Dissertation (6 h) |
| Histoire                                                | 4 h                                             | 30 min par trimestre                                                        | Dissertation (6 h) |
| Langue vivante d'oral                                   | 2 h                                             | 30 min par trimestre                                                        | Version, essai (3 h) [Paris-Saclay] |
| Éducation physique et sportive                          | optionnel                                       |                                                                             | |
| Option (langue vivante, langue ancienne, ou géographie) | 4 h (LV), 3 h (langues anciennes ou géographie) | 30 min par trimestre pour langues anciennes et géographie                   | Géographie : Dissertation (6 h) [Ulm, Lyon] ; Latin / Grec : Version (4 h) [Ulm, Lyon] ; LV : Dissertation sur documents en langue étrangère (6 h) [Ulm, Lyon]          |

## Débouchés
En raison de sa pluridisciplinarité, la khâgne B/L offre des débouchés variés dans différentes disciplines. Cette pluridisciplinarité se constate aussi bien dans l'équilibre presque parfait entre les volumes horaires de chaque matière que dans celui des coefficients qui leur sont affectés (coefficient 3 pour toutes les matières aux épreuves écrites d'admissibilité de l'ENS Ulm.)

### Les Écoles normales supérieures
- École normale supérieure de la rue d'Ulm, 25 postes ouverts au concours sur 923 candidats inscrits en 2023[2], plus des places sur dossier ;
- École normale supérieure de Lyon, 10 postes sur 912 candidats en 2023[2], plus des places sur dossier.
- École normale supérieure Paris-Saclay, 22 postes au concours sur 911 candidats en 2023[2], plus des places sur dossier ;

### Les autres grandes écoles ou grands établissements
- l'École nationale de la statistique et de l'administration économique (ENSAE), concours économie et sciences sociales (25 postes) ;
- l'École nationale de la statistique et de l'analyse de l'information (ENSAI), concours économie  (10+10);
- Toulouse School of Economics (TSE);
- Les écoles de commerce (HEC, ESSEC, ESCP Europe, EDHEC, École de management de Lyon, Audencia...) ;
- Écoles de journalisme (École supérieure de journalisme de Lille, IFJ, etc.) ou de communication (CELSA, etc.) ;
- Instituts d'études politiques ;
- École nationale des sciences géographiques (ENSG) ;
- l'École supérieure d'interprètes et de traducteurs (ESIT);
- l'Institut supérieur du management public et politique (ISMaPP);
- Écoles d'ingénieurs (GEIDIC) : ENSIM Le Mans, UTT (Université de Technologie de Troyes), ENSC Bordeaux[3].

### L'université
Pendant longtemps, la majorité des anciens étudiants de classe préparatoire littéraire poursuivaient leurs études à l'université. Ils sont de plus en plus nombreux à intégrer des grandes écoles, comme les écoles de commerce qui apprécient leur parcours, et les écoles d'ingénieurs qui commencent à s'y intéresser longtemps après l'ENSAE et l'ENSAI.
Pendant leurs années de classes préparatoires, les étudiants sont inscrits en parallèle dans une université à laquelle ils peuvent ensuite solliciter des équivalences. Il est généralement possible après l'année d'hypokhâgne d'obtenir une équivalence de première année de licence dans une ou deux disciplines. Dans la grande majorité des cas, après une première khâgne, les étudiants obtiennent une équivalence de deuxième année de licence. Une sous-admissibilité à une École normale supérieure permet d'obtenir d'office cette équivalence. Après une deuxième khâgne, les élèves peuvent souvent obtenir une équivalence partielle ou totale de troisième année de licence.
Les normaliens suivront un double parcours après leur intégration : en plus des enseignements spécifiques à leur école, ils accomplissent le cursus universitaire classique.
Il y a aussi des formations universitaires spécifiques, en sus des IEP :
- Magistères (« Humanités modernes » en partenariat avec l'ENS Paris-Saclay, philosophie avec Ulm, etc.)
- Licence de Sciences des organisations mention « Sciences sociales » à l'université Paris Dauphine-PSL via le concours B/L[4].

## Les CPGE B/L en France
À la rentrée 2020, elles sont au nombre de trente :
CPGE triées par académie, dans l'ordre alphabétique.
- Institut Stanislas (Cannes)
- Lycée Thiers (Marseille)
- Lycée Michel-Montaigne (Bordeaux)
- Lycée Ambroise Brugière (Clermont-Ferrand)
- Lycée Jacques-Amyot (Melun)
- Lycée Carnot (Dijon)
- Lycée Bellepierre (La Réunion)
- Lycée Levavasseur (La Réunion)
- Lycée Faidherbe (Lille)
- Lycée Notre-Dame-de-la-Paix (Lille)
- Lycée Albert-Châtelet (Douai)
- Institution des Chartreux (Lyon)
- Lycée du Parc (Lyon)
- Lycée de Saint-Just (Lyon)
- Lycée Saint-Marc (Lyon)
- Lycée Henri-IV (Béziers)
- Lycée Alphonse-Daudet (Nîmes)
- Lycée Notre-Dame Saint-Sigisbert (Nancy)
- Lycée Blanche-de-Castille (Nantes)
- Lycée Gabriel-Guist'hau (Nantes)
- Lycée Pothier (Orléans)
- Lycée Henri-IV (Paris)
- Lycée Janson-de-Sailly (Paris)
- Lycée Stanislas (Paris)
- Lycée Voltaire (Paris)
- Lycée Saint-François-Xavier (Vannes)
- Lycée Claude-Monet (Le Havre)
- Lycée Fustel-de-Coulanges (Strasbourg)
- Lycée Saint-Sernin (Toulouse)
- Lycée Lakanal (Sceaux) (Académie de Versailles)
- Sainte-Marie de Neuilly (Neuilly) (Académie de Versailles)

### Anciens élèves célèbres
- Emmanuel Macron
- Édouard Philippe
- Maï-Do Hamisultane
- Emmanuel Fureix (Ulm 1991)[6]
- Antoine Lilti (Ulm 1991)[7]
- Céline Spector (Ulm 1991)[7]
- Esther Duflo (Ulm 1992)[8]
- Judith Lyon-Caen (Ulm 1992)[9]
- Géraldine Muhlmann (Ulm 1992)[9]
- Gaël Giraud (Ulm)
- Geoffroy de Lagasnerie (Saclay)
- Anne-Claire Coudray
- Aymeric Caron
- Thibaut de Saint Pol (Saclay)
- Julia Cagé (Ulm 2005[10])
- Gabriel Zucman (Saclay)
- Christophe Barbier (Ulm)
- Frédéric Mion
- Antonin Baudry (Ulm 1998)
- Cécile Alduy (Ulm 1994)[11]
- Ivan Jablonka (Ulm 1994)[12]
- Frédéric Keck (Ulm 1994)[12]

- Olivier Godechot (Ulm 1995)[13]
- Béatrice Joyeux-Prunel (Ulm 1996)[14]
- Antoine Armand (Ulm)